# Europa Filmes
Europa Filmes é uma distribuidora de filmes brasileira. Aualmente, está sediada em Barueri, São Paulo.

## História

### Anos 1990-2010
Comprada em 1990 por Wilson Feitosa, a empresa participa de co-produções de cinema brasileiro e capta recursos para produções, além de participar de editais para obter financiamento para as produções.
Em 1992, iniciou a fusão com a Carat Video, tornando-se a Europa Carat Home Video. Três anos depois, passou a fazer parte do Grupo Severiano Ribeiro, passando a investir recursos do artigo 3º da Lei do Audiovisual. Dentre as produções nacionais estão Navalha na Carne (1997), de Neville D'Almeida; Pequeno Dicionário Amoroso (1997), de Sandra Werneck; Menino Maluquinho 2 - A Aventura (1998), de Fernando Meirelles e Fabrízia Alves Pinto; Central do Brasil (1998), de Walter Salles; Bela Donna (1998), de Fábio Barreto; e Memórias Póstumas (2001), de André Klotzel.
Segundo a pesquisa da Nielsen EDI, foi uma das distribuidoras independentes que mais arrecadou com as bilheterias de cinema do Brasil em 2007. A distribuidora comercializou filmes em associação com a Pandora Filmes, Universal, Mares Filmes, RioFilme e Esfera Filmes. Em 2013 a distribuidora montou no Festival de Cannes uma ação para atuar como agente de filmes brasileiros no mercado internacional de vendas.
Em 2015 foi uma das distribuidoras de cinema apoiadoras do Festival Varilux de Cinema Francês.

### Anos 2020-presente
Em 2021, lançou oito filmes em Blu-rays em edições limitadas no Brasil na Versátil Home Vídeo: El secreto de sus ojos (bra: O Segredo Dos Seus Olhos), Le Pacte des loups (bra: O Pacto Dos Lobos), The Lives of Others (bra: A Vida Dos Outros) I'm Not There (bra: Não Estou Lá), The Killing Fields (bra: Os Gritos Do Silêncio), Se, jie (bra: Desejo e Perigo), Zwartboek (bra: A Espiã) e Broken Flowers (bra: Flores Partidas).
No mesmo ano, o SBT comprou da Europa Filmes 35 filmes da franquia Os Trapalhões para exibir na emissora.
Em agosto de 2021, iniciou no Brasil a pré-venda, em parceria com a HB Filmes e Versátil Home Vídeo, da edição de três filmes de Héctor Babenco apresentados com uma nova restauração em alta-definição com os filmes Pixote, a Lei do Mais Fraco, O Beijo da Mulher Aranha e O Rei da Noite.
Ainda em 2021, foi lançada edição especial de colecionador de Sen to Chihiro no Kamikakushi (bra: A Viagem de Chihiro) em parceria com a Obras Primas do Cinema e Bazani.